# Drentse Popprijs
De Drentse Popprijs is een jaarlijks terugkerend muziekwedstrijd voor artiesten uit de Nederlandse provincie Drenthe. De Drentse Popprijs werd voor het eerst georganiseerd in 1985 en heette toen nog Krantepapier 1985. Sindsdien veranderde de Drentse Popprijs vaak van naam, onder meer in Rocklente, Drenthe Swingt en in Speakers met Kopp'n. In 2008 vond de meest recente naamsverandering plaats en heette de wedstrijd Drenthe rocks!. De winnaar van de Drentse Popprijs wint anno 2008 onder meer studiotijd en een aantal optredens.

## Winnaars
- 2013 - We Fall Slowly
- 2012 - Ricky Rehab
- 2011 - NU[1]
- 2010 - The Mother Lovers (jurywinnaar), Genetic (publiekswinnaar)
- 2009 - 8-Track
- 2008 - The Nightfall Project
- 2007 - June in December
- 2006 - The Girls
- 2005 - The Heavens Devils
- 2004 - Trixie Jelly Pudding
- 2003 - Playroll
- 2002 - Heren 3
- 2001 - Chill Before Serving
- 2000 - The Wounded
- 1999 - S5
- 1998 - Fun Cue
- 1997 - Cantara
- 1996 - Scophile
- 1994 - Scophile
- 1992 - The Charlies (met Daniël Lohues)
- 1991 - geen wedstrijdvorm
- 1989 - B.Y.O.B. (Bring Your Own Beer)
- 1987 - Togliatti Sound
- 1985 - U.T.C